# مارتين جروس
مارتين جروس، بالفرنسية (Martine Gross) من مواليد باريس، عام 1952 هي عالمة اجتماع فرنسية. تشغل حالياً منصب مهندسة بحث في علوم الاجتماع في الوكالة الوطنية للبحث العلمي في فرنسا (CNRS).

## السيرة الذاتية
مارتين جروس وُلِدت في باريس عام 1952. حصلت على تعليم مزدوج في البداية، حيث درست علوم الحاسوب وعلم النفس السريري. قادتها هذه المسارات المهنية المتعددة لمدة عشرين عامًا للعمل في مجالين مختلفين في وقت واحد. بدأت مارتين بممارسة العمل كمعالجة عائلية في مركز CMP بمنطقة شويزي لو روا حتى عام 1997. في عام 1979، انضمت إلى الوكالة الوطنية للبحث العلمي في فرنسا حيث عملت كمهندسة في مجال علوم الحاسوب. ثم قررت في عام 2000 التحول نحو علم الاجتماع وبدأت تكرس معظم أعمالها لدراسة موضوعات مثل الأسر مثلية الجنس وتجارب المسيحيين واليهود المثليين جنسياً وأقوال المؤسسات الدينية حول الهوموسكسوالية والأسر المثلية. وفي سبتمبر عام 2016، حصلت على درجة الدكتوراه في علم الاجتماع بناءً على أبحاثها تحت إشراف دانييل هيرفيو ليجيه.
هذه السيرة الذاتية تظهر تنوع اهتمامات مارتين جروس ومسارها المهني الثري والمتعدد، حيث جمعت بين العلوم الاجتماعية والعلوم الطبية وعلوم الحاسوب.
في مجال مكافحة التمييز ضد المثليين جنسياً، شغلت مارتين جروس مناصب عدة وقامت بأنشطة مهمة في هذا السياق. كانت أول رئيسة للجمعية اليهودية اللواطية والمثلية في فرنسا، المعروفة باسم "بيت هافيريم". شاركت أيضاً بفعالية في جمعية الآباء والأمهات المثليين والمستقبلين للأبناء المثليين والمثليات الجنسياً (APGL)، حيث شغلت منصب نائبة الرئيس من عام 1999 إلى عام 2003.
ساهمت مارتين بإنشاء مجموعة عمل في عام 1997 تضم علماء جامعيين ومثقفين وممارسين، ونظمت مؤتمرات لبدء مجال دراسات وتفكير حول الأسر المثلية الأبوية، حيث أصبحت هذه الأسر موضوعًا مشروعًا للبحث في فرنسا.
قادت العديد من جلسات التدريب لمحترفي مجال الطفولة والأسر حول قضايا الأسر المثلية الأبوية. شاركت بتنظيم سمينار من عام 2010 إلى عام 2016 مع إيرين تيري، لورانس برونيه، وجينيفر ميرشان عنوانه "الجنس، الفرد، التفاعل: نهج علاقي - حول المساعدة الطبية للإنجاب".
استدعيت للشهادة أمام مهام برلمانية متعددة تتعلق بقانون الأسرة وحقوق الأطفال، وإعادة النظر في قوانين الأخلاق الحيوية، ولجنة الشؤون القانونية بخصوص "الزواج للجميع والتبني". نظرًا لخبرتها في مجال الأسر المثلية الأبوية، شاركت في مجموعة العمل "الأخلاق الحيوية" لمنظمة تيرا نوفا (2008-2009)، وفي مختبر الأفكار للحزب الاشتراكي حول الأسرة (2010-2011)، بالإضافة إلى مشاركتها في مجموعة العمل "النسب، الأصول، الأبوة والأمومة" (2013) لإعداد إصلاح قوانين الأسرة.
تعمل بشكل تطوعي في فريق مركز الأخلاق السريرية في مستشفى كوشين منذ عام 2013. ومنذ عام 2019، أصبحت جزءًا من المجلس العلمي لمكتب مكافحة التمييز وتعزيز العيش المشترك في فرنسا (DILCRAH).
عيُنت أيضًا في مجلس عائلة باريس في عام 2019، حيث كانت مسؤولة عن توظيف الأطفال الأيتام مع العائلات المرشحة للتبني.
كُرمت مارتين جروس بوسام الاستحقاق الوطني بترتيب فارس وطني في فرنسا، وذلك في التتويج الذي أقيم في 14 مايو 2014.

## منشوراتها

### الكتب
1. الأسر المثلية الأبوية (L’homoparentalité) (النسخة الثالثة، الطبعة الأولى في عام 2003) (ISBN 978-2-13-056214-6).
2. الهوموسكسوالية، الزواج والنسب: لإنهاء التمييز2005(Homosexualité, mariage et filiation: Pour en finir avec les discriminations) (ISBN 978-2-84950-077-4).
3. تأسيس أسرة مثلية أبوية: مسائل أخلاقية وقانونية ونفسية، وبعض الإجابات العملية 2007 (Fonder une famille homoparentale: Questions éthiques, juridiques, psychologiques… et quelques réponses pratiques) (ISBN 978-2-290-35342-4).
4. أَبين وأُمين اثنين، ما الذي يجب التفكير فيه؟: مناقشة حول الأسر المثلية الأبوية (Deux papas, deux mamans qu’en penser? : Débat sur l’homoparentalité)، دار النشر: كالمان ليفي، 2007 (ISBN 978-2-7021-3846-5).
5. الأسر المثلية الأبوية (L’homoparentalité) سلسلة 2009 (ISBN 978-2-84670-253-9).
6. ما هي الأسر المثلية الأبوية؟ (Qu’est-ce que l’homoparentalité?) (ISBN 978-2-228-90723-1).
7. اختيار الأبوة المثلية (Choisir la paternité gay) (ISBN 978-2-7492-1535-8).
8. الآباء والأطفال: نحو نسب جديدة؟ (Parents-enfants: vers une nouvelle filiation?) (ISBN 978-2-11-009696-8).
9. أفكار مسبقة حول الأسر المثلية الأبوية 2018 (Idées reçues sur l’homoparentalité) (ISBN 979-10-318-0290-9).